# دگرآسیبی

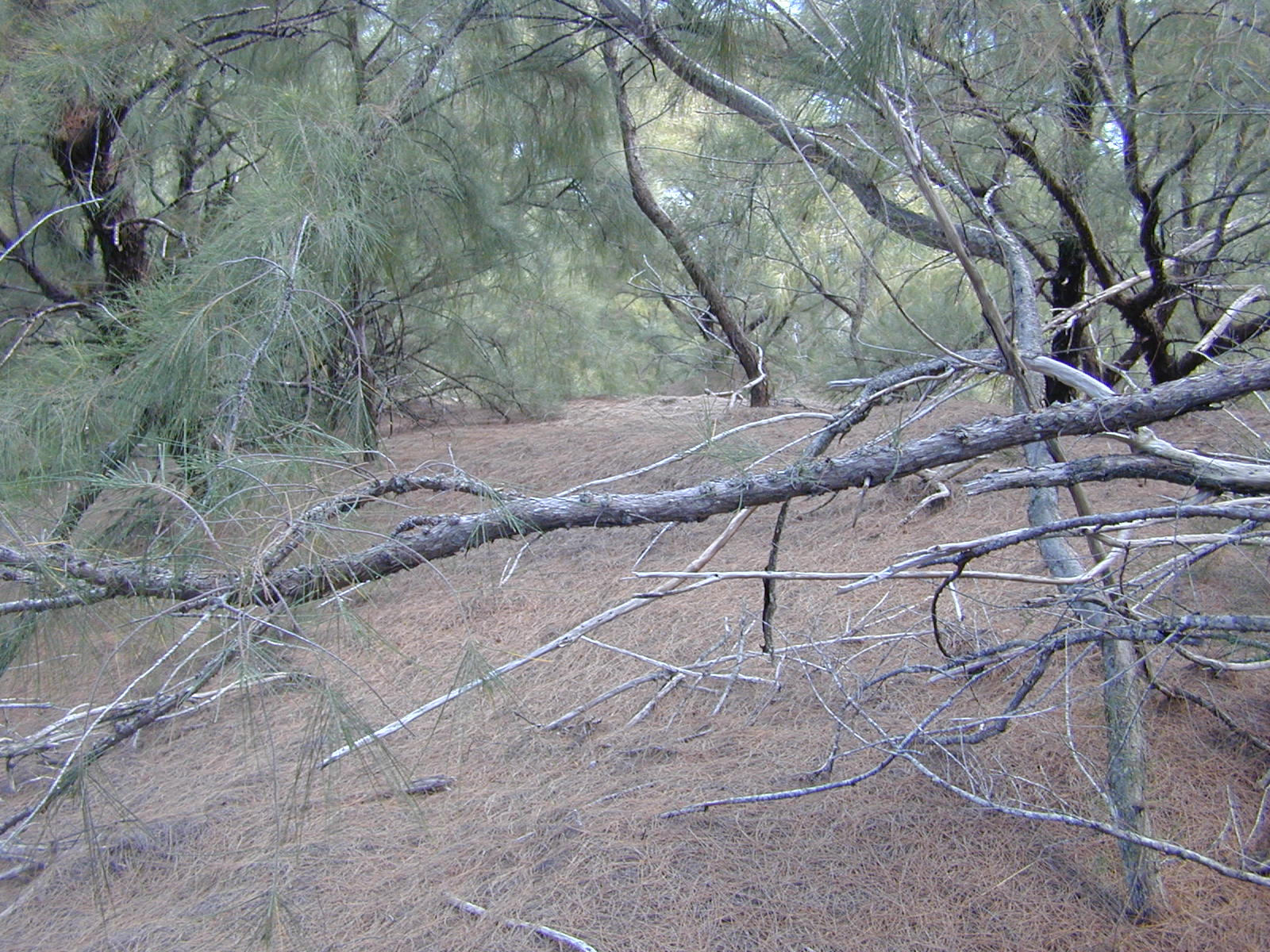
همانطور که در اینجا نشان داده شده است، علیرغم باز بودن نسبی تاج پوشش و بارندگی فراوان (بیش از 120 سانتی‌متر در سال) در این مکان، لاشبرگ بلوط ساحلی (استرالیا) جوانه‌زنی گیاهان زیر اشکوب را کاملاً سرکوب می‌کند.

دگرآسیبی یا آللوپاتی (Allelopathy) ویژگی گیاهانی است که با ترشح موادی خاص از ریشهٔ خود مانع رشد گیاهان دیگر شوند.
دگرآسیبی گونه‌ای از تداخل در رشد است که ناشی از تولید مواد شیمیایی توسط بافت‌های زنده یا مرده یا بافت‌های در حال تجزیه می‌باشد. در این حالت گونه‌ای گیاهی که ترکیبات را آزاد می‌کند «دهنده» و گونه دیگر یا گونه تاثیرپذیر را دریافتگر می‌گویند.
ترکیبات زیادی از دگرآسیب‌رسان‌ها (آللوکمیکال‌ها) از ریشه‌ها ترشح می‌شوند، این ترکیبات ممکن است از ریشه به صورت فعال ترشح شوند، ممکن است نشت پیدا کنند یا ممکن است پس از جدا شدن و قطعه قطعه شدن ریشه و برگ از سلول‌ها آزاد شوند.